# Lusine
Lusine (parfois orthographié L'Usine ou Lusine ICL) est le nom d'artiste du musicien américain Jeff McIlwain, né au Texas et basé à Seattle. Il a étudié la musique électronique et le sound design au California Institute of the Arts. Sa musique, publiée depuis 1999, s'inscrit dans les genres IDM, downtempo hip-hop, ambient et glitch techno. Depuis son album de 2009, A Certain Distance, sa musique se tourne vers une approche plus «pop»,.

## Biographie
Jeff McIlwain est originaire de Dallas, au Texas. Il a étudié la musique électronique et le sound design au California Institute of the Arts. Il a commencé à publier sa musique après avoir rencontré Shad T. Scott, responsable du label Isophlux basé à Miami, sur lequel il publie son premier album en 1999, décrit comme un "mélange de jazz, lounge, hip-hop et electronica".
Après des publications sur les labels U-Cover et Hymen Records, il sort en 2004 Serial Hodgepodge sur le label Ghostly International. Cet album montre sa versatilité, touchant aux genres downtempo, abstract hip-hop et ambient techno. Nick Sylvester, dans Pitchfork, le décrit comme un album admirable mais inégal. Il est suivi par Podgelism, un album de remixes auquel contribuent Apparat et John Tejada,.
Son cinquième album Language Barrier, publié en 2007 sur Hymen, se distingue des albums précédents en étant un album ambient, quasiment dénué des rythmes "micro-house" des titres précédents. Headphone Commute le décrit comme "une merveille ambient" et Igloomag comme "un monde atmosphérique merveilleux rempli de samples manipulés avec goût".
À partir de 2007, McIlwain compose également de la musique pour le cinéma. Souvent en collaboration avec David Wingo, il compose des bandes-son pour plusieurs films du réalisateur David Gordon Green – Snow Angels, The Sitter et Joe (dans lequel joue Nicolas Cage), pour Linewatch (en) de Kevin Bray (en) et State Like Sleep (en) de Meredith Danluck. 

### 2009:A Certain Distance
Son album de 2009, A Certain Distance, avec le single Two Dots, marque un tournant vers une approche plus «pop»,. L'album est accompagné de deux singles, Two Dots (avec un remix de Dave Pezzner) et Twilight (avec un remix de Jeff Samuel).
En 2013, McIlwain publie son septième album, The Waiting Room. La moitié de ses dix pistes comportent des vocaux. Deux singles sont publiés, Another Tomorrow (avec des remixes de Jon Convex et Hanssen) et Lucky (avec des remixes de Jeremy Greenspan, Steve Hauschildt et Lake People).
En 2014 sort Arterial, un EP comportant quatre titres, remixés l'année suivante par Telefon Tel Aviv, Moors et The Sight Below (en). 

### 2017:Sensorimotor
Son album de 2017, Sensorimotor (en), présente selon Paul Simpson des influences «chillwave et post-dubstep». L'album comporte des contributions vocales de Vilja Larjosto, Benoît Pioulard (en) et Sarah McIlwain. Deux morceaux sont remixés par Loscil (en) et Dawd.
En 2019 sort Retrace EP, comprenant quatre morceaux, avec des contributions vocales par l'américaine Jenn Champion (en) et la coréenne Cifika. Sur Retrace Remixes, en 2021, deux morceaux sont remixés par la britannique Loraine James (en) et le thaïlandais ReeLLove.

### 2023:Long Light
En 2023, McIlwain publie son neuvième album, Long Light. Des vocaux sont contribués par Sarah Jaffe, Asy Saavedra, Vilja Larjosto et Benoît Pioulard. Selon Paul Simpson, cet album conserve les influences électroniques et pop, mais comporte également des pistes contemplatives évoquant la composition post-minimaliste. Pour Christopher Sennfelder, l'album se distingue par une «esthétique sonore précise et décalée» et ses morceaux sont «de petites œuvres d'art bricolées à partir de mélodies et de sons simples».

## Discographie partielle

### Albums
- L'usine  (1999, Isophlux)[4]
- A Pseudo Steady State (2000; U-Cover)
- Iron City (2001, Hymen)[19]
- Condensed (2003 anthology; Hymen)
- Serial Hodgepodge (2004; Ghostly International)[6],[7]
- Language Barrier (2007; Hymen)
- A Certain Distance (2009, Ghostly International)[2]
- The Waiting Room (2013; Ghostly International)[13],[14],[20]
- Sensorimotor (en) (2017; Ghostly International)[21]
- Long Light (2023; Ghostly International)[15]

### Bandes-originales
- 2007: Snow Angels (réal. David Gordon Green), avec David Wingo
- 2008: Linewatch (réal. Kevin Bray)
- 2011: The Sitter (réal. David Gordon Green), avec David Wingo
- 2013: Joe (réal. David Gordon Green), avec David Wingo
- 2018: State Like Sleep (réal. Meredith Danluck), avec David Wingo